# Kamienica przy ulicy Długiej 60 w Krakowie
Kamienica przy ulicy Długiej 60 – zabytkowa kamienica znajdująca się w Krakowie, w dzielnicy I przy ulicy Długiej, na Kleparzu.
Kamienica została wzniesiona w 1907 roku według projektu architekta Zygmunta Pszorna.
31 lipca 1989 budynek został wpisany do rejestru zabytków. Znajduje się także w gminnej ewidencji zabytków.